# Bialski Klub Sportowy 2012-2013
Questa voce raccoglie le informazioni riguardanti il Bialski Klub Sportowy nelle competizioni ufficiali della stagione 2012-2013.

## Organigramma societario
Area direttiva
- Presidente: Czesław Świstak

Area tecnica
- Allenatore: Wiesław Popik

## Rosa
| N° | Nome               | Ruolo | Data di nascita  | Nazionalità sportiva |
| -- | ------------------ | ----- | ---------------- | -------------------- |
| 1  | Milada Spalová     | C     | 16 novembre 1979 | Rep. Ceca            |
| 2  | Helena Horká       | S/O   | 15 giugno 1981   | Rep. Ceca            |
| 3  | Mariola Barszcz    | L     | 4 gennaio 1980   | Polonia              |
| 4  | Gabriela Wojtowicz | C     | 27 novembre 1988 | Polonia              |
| 5  | Joanna Frąckowiak  | S     | 4 luglio 1986    | Polonia              |
| 6  | Joanna Wołosz      | P     | 7 aprile 1990    | Polonia              |
| 7  | Paulina Stroiwąs   | C     | 17 maggio 1994   | Polonia              |
| 8  | Monika Czypiruk    | S     | 27 luglio 1982   | Polonia              |
| 9  | Agata Sawicka      | L     | 17 gennaio 1985  | Polonia              |
| 10 | Sylwia Pelc        | C     | 30 novembre 1990 | Polonia              |
| 11 | Marta Szymańska    | P     | 26 febbraio 1986 | Polonia              |
| 14 | Ewelina Sieczka    | S     | 26 gennaio 1988  | Polonia              |
| 16 | Elisa Cella        | S     | 4 giugno 1982    | Italia               |
| 17 | Joanna Prokop      | S     | 27 gennaio 1994  | Polonia              |
| 18 | Koleta Łyszkiewicz | S     | 22 gennaio 1993  | Polonia              |